# Edsån, Uppland
Edsån förbinder sjöarna Norrviken och Edssjön i kommunerna Upplands Väsby och Sollentuna. Edsån är känd för att vara platsen för slaget vid Rotebro och för att var en plats där fisken asp leker varje vår.

## Historia
Slaget vid Rotebro mellan Sten Sture den äldres dalkarlshär och den danske unionskungen Hans här stod 1497 i nuvarande Rotsunda vid sankmarken vid Edsån nedanför fornborgen Rotebro skans och platsen kallades efter det för Jutekärret. Sankmarken torrlades i samband med att Norrviken sänktes i mitten av 1857, för att skapa åkermark. Edsån blev då en rak, grävd kanal.
Mellan 2013 och 2014 har cirka 600 meter av Edsån återfått ett slingrande lopp norr om Gillbo och därmed dubblat sin längd till cirka 1200 meter för att gynna vattenrening och den biologiska mångfalden.

## Djurliv
Upplands landskskapsfisk asp, som är klassad som nära hotad, leker varje vår i Edsån som också hyser sex av Sveriges åtta stormusselarter. Fyra av stormusselarterna är sällsynta och en av dem, flat dammussla, är klassad som nära hotad.  Snåren i våtmarkerna vid inloppet till Edssjön rymmer ett rikt fågelliv. Mellan 1 april och 31 maj råder fiskeförbud på asp.

## Bilder

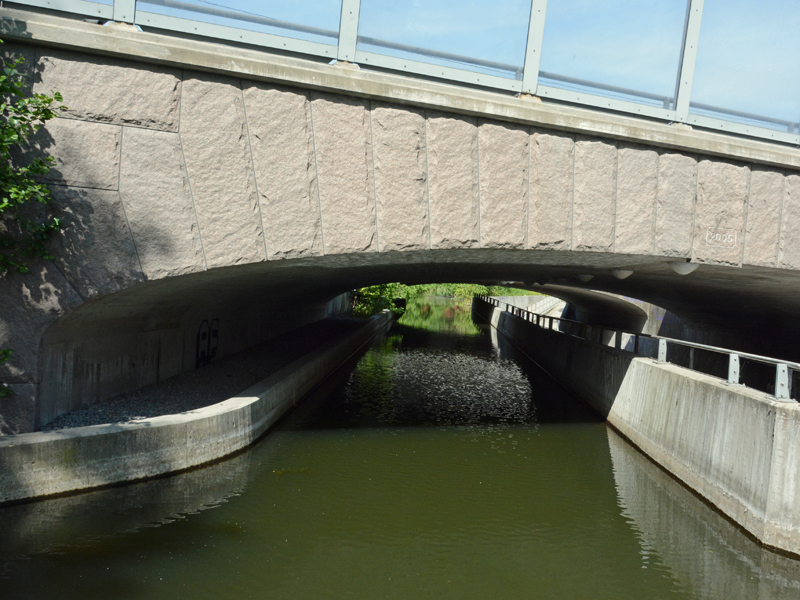
Under E4:an nära Norrviken.
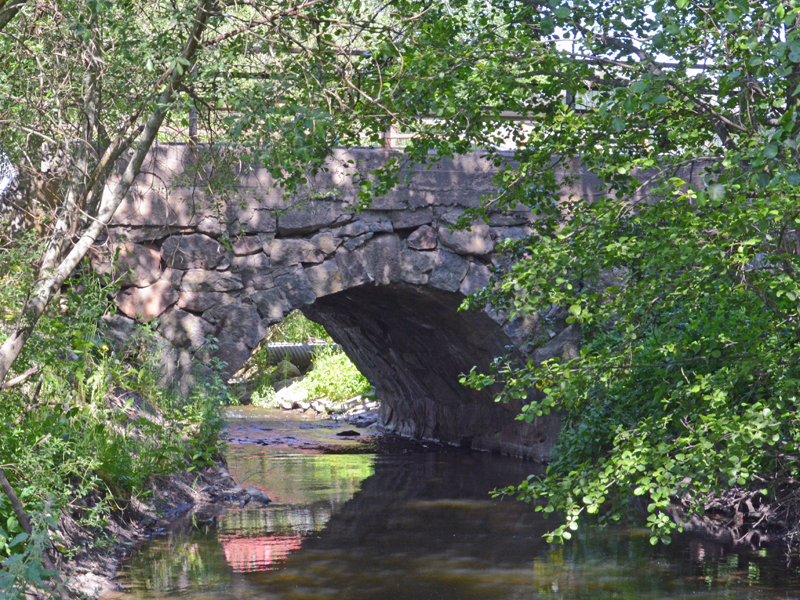
Vid Rotsunda.
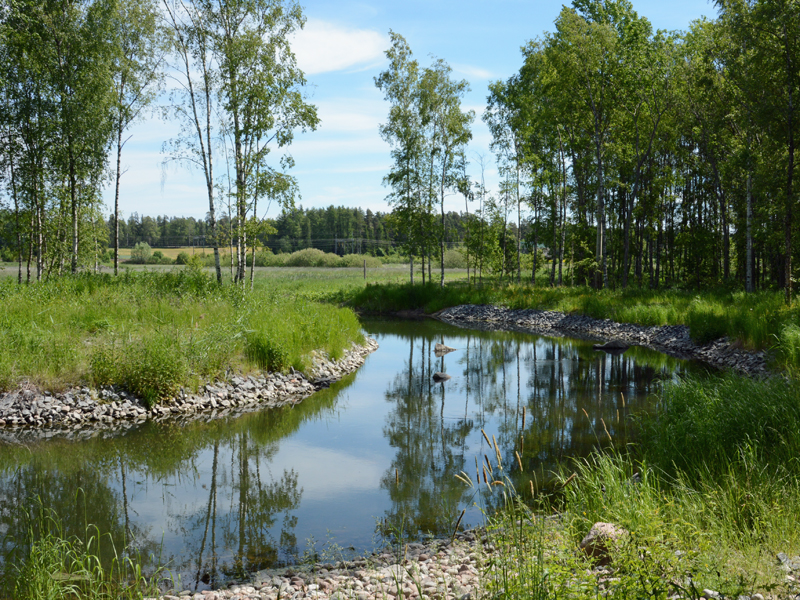
Slingrande å vid Gillbo.
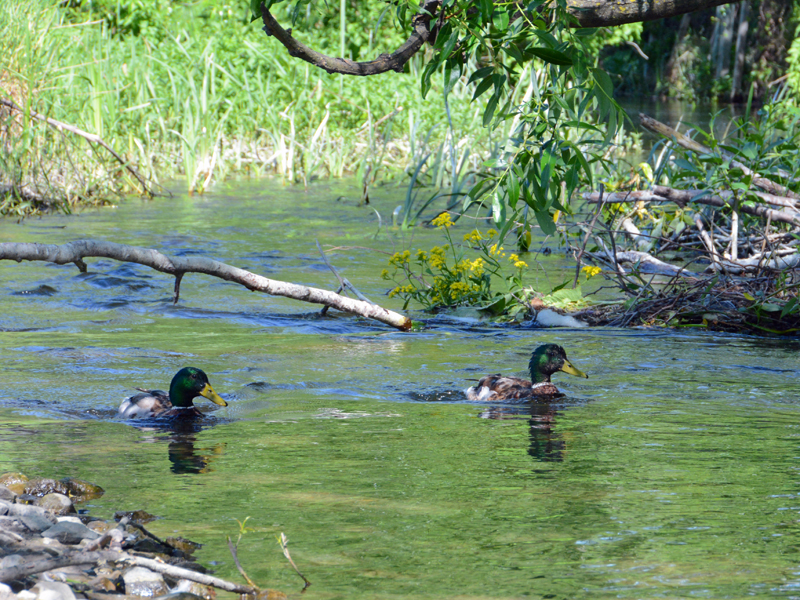
Gräsänder vid Rotsunda.